# Robert Rowling
Robert B. Rowling (* 1953 in Corpus Christi (Texas), Vereinigte Staaten) ist Gründer der TRT Holdings Inc. Unter dieser Holding ist unter anderem die Hotelkette Omni Hotels und Gold’s Gym organisiert. Das Forbes Magazine hat Rowling im Jahr 2006 als den 42-reichsten Mann Amerikas ausgewiesen.
1972 fing Rowling an für die Firma seines Vaters zu arbeiten, Tana Oil and Gas. 1989 kaufte er Texaco, Tana Oil and Gas von Rowlings Vater für rund 476 Millionen US-Dollar. Dieses Geld nutzte er, um die TRT Holdings zu gründen. Fünf Jahre später verkaufte er die TRT Holdings die Corpus Christi National Bank für rund 131 Millionen US-Dollar, um dann 1996 Omni Hotels für rund 500 Millionen US-Dollar und 2004 Gold’s Gym für rund 154 Millionen US-Dollar zu kaufen.
Rowling war von Januar 2004 bis April 2009 auch als Mitglied des Verwaltungsrates des University of Texas Systems tätig. Er wurde aufgrund seiner Tätigkeit bei der Präsidentschaftskampagne von George W. Bush (2004) mit dem Titel Bush Pioneer ausgezeichnet.